# Kalkulace
Kalkulace se v manažerském účetnictví využívají k vypočítání cen a nákladů.

## Funkce kalkulací
Každý výstup podniku má své přímé náklady. Kdyby podnik počítal marže jen na základě nich, tak by se marže zdály příliš vysoké, neboť podnik musí pokrývat i nepřímé náklady. Díky kalkulacím může podnik vypočítat reálné náklady na výstupy a podnikový management lépe rozhodovat o:
- cenové politice prodeje,
- kvantitě a kvalitě vyráběného sortimentu,
- plánování a kontrole v operativním řízení.

## Pojem kalkulace
Pojem kalkulace lze chápat třemi způsoby:
- činnost (kalkulování), při které dochází ke stanovení (předběžná kalkulace) a k zjišťování (výsledná kalkulace) nákladů na výkon. Musí zde být určeno množství, kategorie a kvalita výkonů,
- výsledek činnosti kalkulování, neboli rozpočítané přímé a nepřímé náklady na jednotku výkonu.
- část informačního systému podniku, díky které se řídí a určují rozpočty pro jednotlivá střediska.

## Předmět kalkulace
Nejedná se pouze o výrobky, ale i poskytované služby, jsou to všechny výkony podniku, poskytované buď vnitropodnikově, nebo k prodeji. Může se jednak o kalkulační jednici, nebo o kalkulované množství.

### Kalkulační jednice
„Kalkulační jednicí jsou odbytové a vnitropodnikové výkony vymezené množstvím, časem, nebo užitnými vlastnostmi“ Například u drobných výrobků, se může jednat o tuny nebo kilogramy, nebo pronájem budovy na metry čtvereční, opravárenské a údržbářské služby na hodiny, a další.

### Kalkulované množství
U sériové a hromadné výroby lze použít i kalkulační množství, kdy lze místo jednotek počítat náklady celé série. Vydělením počtem kalkulovaných jednic získáme náklady na kalkulační jednici.

## Kalkulační systém
Management podniku využívá k řízení nákladů různé druhy kalkulací, spolu úzce souvisejících, souhrnně tvořící kalkulační systém. Díky kalkulačnímu systému je manažer schopen zadat plán výroby v jednicových nákladech, ten poté upravovat v případě potřeb a na závěr vyhodnotit jeho plnění. Jednotlivé kalkulace se liší úplností nákladů, metodami kalkulací, doby sestavení a jejich využitelností v časovém horizontu.